# Calybites securinella
Calybites securinella là một loài bướm đêm thuộc họ Gracillariidae. Loài này có ở vùng Viễn Đông Nga. và Hàn Quốc.
Ấu trùng ăn Securinega suffruticosa. Chúng có thể ăn lá nơi chúng làm tổ.